# Der König der Vagabunden
Der König der Vagabunden (Originaltitel: The Vagabond King) ist ein US-amerikanischer Musikfilm aus dem Jahr 1930. Das Drehbuch basiert auf dem Bühnenstück If I Were King von Justin Huntly McCarthy und der Operette The Vagabond King von Rudolf Friml, Brian Hooker und William H. Post.

## Handlung
1463 wird Paris von den Burgundern belagert. Die Bevölkerung beginnt gegen den schwachen König Ludwig XI. zu revoltieren, der es nicht schafft, die Stadt hinreichend zu verteidigen. Der Großmarschall Thibault hat sich heimlich mit den Burgundern verbündet und plant die Ermordung des Königs und seiner Nichte Katherine. Die Nichte wird von dem singenden Vagabundenführer François Villon gerettet, der sich bald in die adelige Prinzessin verliebt.
Ludwig wird von seinem Astrologen prophezeit, dass ein Vagabund die Stadt befreien wird. Der König schleicht sich verkleidet in eine Taverne. Dort hört er François, der Spottgesänge gegen den König vorbringt. Der Herrscher ist erzürnt und lässt den Vagabundenführer und das Mädchen Huguette, das in François verliebt ist, einkerkern. Der König befiehlt, dass François für eine Woche auf dem Thron sitzen und ihn vertreten soll. Danach soll er hingerichtet werden. François akzeptiert den Handel.
Thibault führt die Vagabunden an, um François zu befreien. Bei der Befreiungsaktion soll der König getötet werden, doch Thibaults Plan schlägt fehl und versehentlich wird Huguette getötet. François lässt die Burgunder angreifen, die sich daraufhin auch tatsächlich zurückziehen. Am Ende der Woche will Katherine ihr Leben für François eintauschen. Doch der König lenkt vor der versammelten Bevölkerung ein und garantiert dem Paar Frieden und Freiheit.

## Hintergrund
Drehort waren die Paramount Studios Hollywood. Hans Dreier schuf die Filmbauten. Die Uraufführung fand am 18. Februar 1930 im Criterion Theatre in New York statt. In Deutschland erschien der Film erstmals am 30. März 1931 als Stummfilm im Mozartsaal in den Kinos und wurde dann zweimal als Tonfilm zensiert. Das Budget des Films wurde auf ca. 1,2 Millionen US-Dollar geschätzt.
Der Film ist einer der über 700 Filme der Paramount Pictures, die zwischen 1929 und 1949 gedreht wurden, und deren Fernsehrechte 1958 an Universal Pictures verkauft wurden. Obwohl der Film in Technicolor gedreht wurde, waren alle bisherigen TV-Aufführungen in Schwarzweiß.
Ein Remake des Films, allerdings ohne Musicaleinlagen, wurde 1938 von Frank Lloyd gedreht. In den Hauptrollen von Wenn ich König wär waren Ronald Colman und Francis Dee zu sehen. Auch bei diesem Film war Hans Dreier für die Filmbauten zuständig und wurde für den Oscar nominiert. Und auch diesmal unterlag er.

## Kritiken
Variety beschrieb den Film als kunstvolle Operette, ein Schauspiel voller strahlender Kostüme, großer Filmsets und walzender Massen.

## Auszeichnungen
Bei der dritten Oscarverleihung 1930 war Hans Dreier für den Oscar in der Kategorie Bestes Szenenbild nominiert.